# Formation de Gogo
La Formation de Gogo (« Gogo Formation » en anglais) est une formation géologique présente dans la région de Kimberley au nord de l'état d'Australie-Occidentale. Cette formation sédimentaire est célèbre pour ses fossiles datés du début du Dévonien supérieur (Frasnien), il y a environ 380 Ma (millions d'années).

## Sédimentologie
Les sédiments sont constitués d'argiles noires à gris clair et de siltstones avec de fines lentilles de calcaires et des niveaux incluant de nombreuses concrétions calcaires. Ils se sont déposés à proximité d'un complexe récifal, dans un environnement marin profond caractérisé par des conditions anoxiques favorables à la très bonne conservation des fossiles y compris de leurs tissus mous (Konservat-Lagerstätte).

## Paléontologie
La qualité des fossiles de ce Lagerstätte en fait le site le plus réputé au monde pour la préservation des fossiles au Dévonien, en particulier pour les poissons.
Les fossiles les mieux conservés se trouvent dans les concrétions calcaires. Un long travail de dissolution progressive du calcaire à partir de bains d'acides de dilutions différentes est nécessaire pour obtenir finalement un fossile en relief dégagé de sa gangue.

### Poissons
Une cinquantaine de poissons fossiles ont été décrits dans cette formation, parmi lesquels :
- † Gogonasus andrewsae[3] ;
- † Onychodus jandemarrai ;
- † Materpiscis (un fossile exceptionnel de ce poisson placoderme a montré en son sein la présence d'un embryon encore attaché par son cordon ombilical, prouvant la viviparité de certains de ces poissons primitifs)[4], [5] ;
- †  Austroptyctodus gardineri ;
- † Campbellodus ;
- † Eastmanosteus calliaspis ;
- † Mcnamaraspis kaprios (devenu le fossile emblème de l'état d'Australie-Occidentale[6]) ;
- † Holonema westolli ;
- † Incisoscutum ritchieiembryo ;
- † Ctenurella gladbachensis ;
- † Compagopiscis croucheri ;
- † Bruntonichthys multidens ;
- † Moythomasia durgaringa ;
- † Gogosardina, etc.

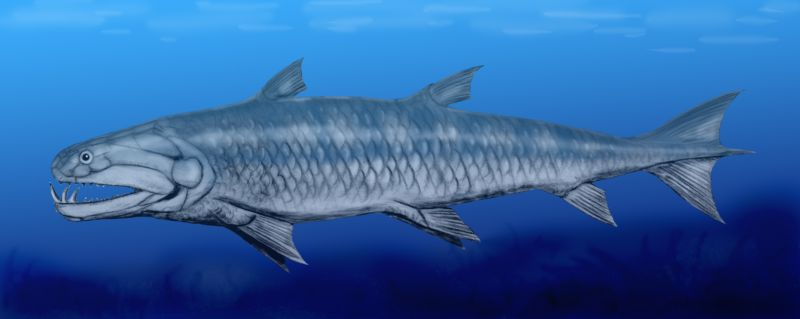
Onychodus
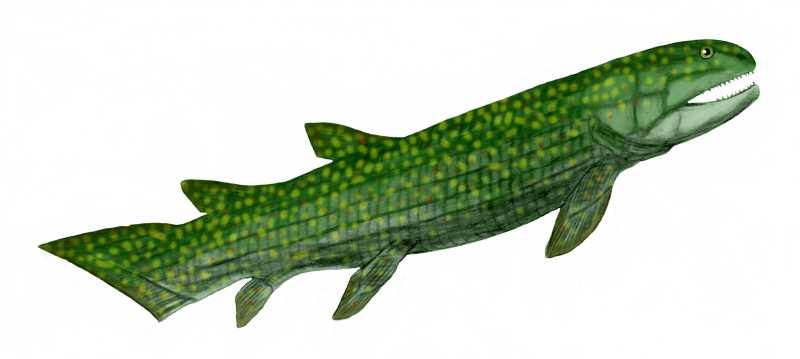
Gogonasus
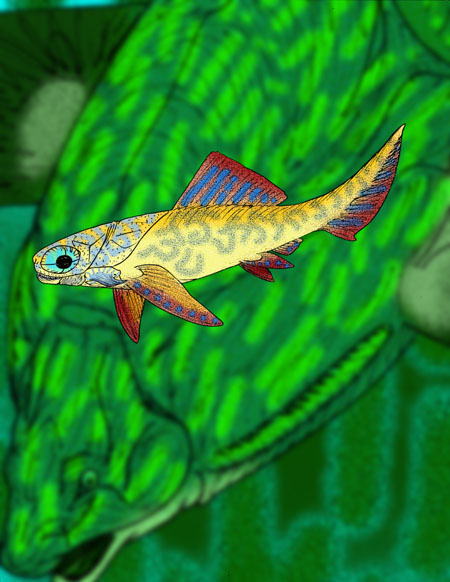
Bruntonichthys

### Arthropodes
- Phyllocarida (crustacés), plus de 400 spécimens appartenant à plusieurs genres[7], dont :
  - Montecaris ;
  - Concavicaris ;
  - Schugurocaris, etc.
- † Euryptéride[8] :
  - † Rhenopterus.

### «Ammonites»
Des ammonites au sens large (Ammonoidea) de l'ordre des goniatites.

### Tentaculites
Animaux rattachés au clade des brachiozoaires qui regroupe les brachiopodes et les phonoridiens.